# 雷雯
雷雯（1468年—？年），字焕章，號東岡，河南汝宁府上蔡縣人，民籍。

## 生平
治《詩經》，由國子生中式乙卯科（1495年）河南鄉試第五十二名舉人，年四十一歲中式正德三年（1508年）戊辰科會試第二百五十三名，第三甲第十七名進士。初授行人司行人，六年八月选授户科给事中，十二月奉命北直隶随军紀功。七年九月以平定刘六刘七起义军功，升俸二级。正德九年告归养亲去职。不久因病去世。

## 家族
曾祖雷電，监生。祖父雷昇，壽官。父雷祥，壽官。母贺氏。兄玄，義官；弟甫、仁。孫雷大壮，嘉靖壬戌进士，官至礼部员外郎。